# Max Records
Maxwell Records (n. 18 de junio de 1997), más conocido simplemente como Max Records, es un actor estadounidense. Es famoso por su actuación en la película Donde viven los monstruos, de 2009.

## Biografía
Max Records nació el 18 de junio de 1997 en Portland, Oregón; es hijo de Shawn Records, fotógrafo y profesor en varias escuelas de Portland, y de la bibliotecaria Jenny Fleenor; tiene un hermano menor llamado Sam. Comenzó a estudiar en la Ed Smith School en 2003. Actualmente reside con su familia en el norte de Portland.

## Carrera
En 2006, cuando tenía nueve años, fue elegido para participar en un video musical de la banda Death Cab for Cutie. En 2008 viajó a Serbia para participar en su papel debut en la película The Brothers Bloom, interpretando al personaje de Stephen de joven. Posteriormente, en 2009, y con 11 años de edad, protagoniza la cinta Donde viven los monstruos, en la cual interpreta a un niño llamado Max, quien escapa de sus problemas viajando a un mundo imaginario donde habitan monstruos amigables.

## Filmografía

### Cine
| Año  | Título                            | Personaje                | Director                   | Notas        |
| ---- | --------------------------------- | ------------------------ | -------------------------- | ------------ |
| 2016 | I Am Not a Serial Killer          | John Wayne Cleaver       | Billy O'Brien              |              |
| 2011 | The Sitter                        | Maxwell ”Slater” Pedulla | David Gordon Green         |              |
| 2011 | Imaginary Forces                  | --                       | Ruairi Robinson            | Cortometraje |
| 2010 | Widow's Walk Lake                 | William                  | James Strayer              | Cortometraje |
| 2010 | BlinkyTM                          | Alex Neville             | Ruairi Robinson            | Cortometraje |
| 2009 | Donde viven los monstruos         | Maxwell ”Max”            | Spike Jonze                |              |
| 2008 | The Brothers Bloom                | Joven Stephen            | Rian Johnson               |              |
| 2006 | Directions: The Plans Video Album | Hermano                  | Jeffrey Brown y Paul Brown | Video        |

## Premios y nominaciones
| Young Artist Awards |                                                          |                           |           |
| Año                 | Categoría                                                | Trabajo nominado          | Resultado |
| 2010                | Best Performance in a Feature Film - Leading Young Actor | Donde viven los monstruos | Ganador   |

| Saturn Award |                                     |                           |           |
| Año          | Categoría                           | Trabajo nominado          | Resultado |
| 2010         | Best Performance by a Younger Actor | Donde viven los monstruos | Nominado  |

| Premios de la Crítica Cinematográfica |                          |                           |           |
| Año                                   | Categoría                | Trabajo nominado          | Resultado |
| 2010                                  | Best Young Actor/Actress | Donde viven los monstruos | Nominado  |

| Chicago Film Critics Association |                          |                           |           |
| Año                              | Categoría                | Trabajo nominado          | Resultado |
| 2009                             | Most Promising Performer | Donde viven los monstruos | Nominado  |